# Invincible Shield
| Совокупная оценка | Совокупная оценка |
| Источник          | Оценка            |
| ----------------- | ----------------- |
| AnyDecentMusic?   | 7.4/10            |
| Metacritic        | 80/100            |
| Оценки критиков   |                   |
| Источник          | Оценка            |
| AllMusic          | [ 4 ]             |
| Blabbermouth.net  | 9/10              |
| Classic Rock      | [ 6 ]             |
| Kerrang!          | 4/5               |
| laut.de           | [ 8 ]             |
| The List          | [ 9 ]             |
| Metal Hammer      | [ 10 ]            |
| musicOMH          | [ 11 ]            |
| Record Collector  | [ 12 ]            |
| Sputnikmusic      | 4.3/5.0           |

Invincible Shield (Непробиваемый щит) — девятнадцатый студийный альбом британской хеви-метал-группы Judas Priest, вышедший 6 марта 2024 года на лейбле Sony в Японии и 8 марта — на лейблах Epic Records и Columbia Records во всём мире. Альбом был спродюсирован Энди Снипом, который также спродюсировал предыдущий альбом группы, Firepower, а сопродюсером двух последних треков альбома («Sons of Thunder» и «Giants in the Sky») выступил Том Аллом. Альбом занял 2-е место в «родном» чарте Великобритании, что является лучшим результатом для группы вообще, а также возглавил чарты в Австрии, Германии, Финляндии, Швейцарии, Швеции и Шотландии.

## Анонс и продвижение
Альбом был анонсирован 7 октября 2023 года во время выступления Judas Priest на фестивале Power Trip, на котором коллектив сообщил, что новый альбом будет выпущен 8 марта 2024 года. Тогда же был выпущен трейлер альбома и анонсирован дебютный сингл «Panic Attack», который вышел вскоре после объявления о новой пластинке, 13 октября. 9 января 2024 года был выпущен клип на песню «Panic Attack». Почти одновременно с выпуском альбома, 11 марта, группа отправилась в тур по Великобритании вместе с Saxon и Uriah Heep.

## Запись
В мае 2023 года, после того как Роб Хэлфорд записал свои партии в студии в Финиксе, штат Аризона, с продюсером и гастролирующим гитаристом Энди Снипом, группа заявила, что они закончили запись и альбом перешел на стадию сведения и мастеринга. Песни «Sons of Thunder» и «Escape from Reality» были написаны Гленном Типтоном, и он исполнил гитарные соло как в «Sons of Thunder», так и в «Vicious Circle». Бонус-трек «The Lodger» был написан Бобом Халлиганом-младшим, который написал и другие песни для группы, в частности «Some Heads Are Gonna Roll».

## Значение
В марте 2024 года американский онлайн-ресурс Loudwire опубликовал обновлённый рейтинг дискографии группы из 19 студийных альбомов и разместил этот диск в нём на седьмом месте.

## Список композиций
Слова и музыка всех песен — Гленна Типтона, Ричи Фолкнера и Роба Хэлфорда, кроме «The Lodger» за авторством Боба Халлигана-мл..
| №                   | Название                   | Длительность |
| ------------------- | -------------------------- | ------------ |
| 1.                  | «Panic Attack»             | 5:25         |
| 2.                  | «The Serpent and the King» | 4:19         |
| 3.                  | «Invincible Shield»        | 6:21         |
| 4.                  | «Devil in Disguise»        | 4:46         |
| 5.                  | «Gates of Hell»            | 4:38         |
| 6.                  | «Crown of Horns»           | 5:45         |
| 7.                  | «As God Is My Witness»     | 4:36         |
| 8.                  | «Trial by Fire»            | 4:21         |
| 9.                  | «Escape from Reality»      | 4:24         |
| 10.                 | «Sons of Thunder»          | 2:58         |
| 11.                 | «Giants in the Sky»        | 5:03         |
| Общая длительность: | Общая длительность:        | 52:36        |

| №                   | Название             | Длительность |
| ------------------- | -------------------- | ------------ |
| 12.                 | «Fight of Your Life» | 4:19         |
| 13.                 | «Vicious Circle»     | 3:01         |
| 14.                 | «The Lodger»         | 3:52         |
| Общая длительность: | Общая длительность:  | 63:48        |

## Участники записи
Judas Priest
- Роб Хэлфорд — вокал
- Гленн Типтон — гитара
- Ричи Фолкнер — гитара
- Иэн Хилл — бас-гитара
- Скотт Тревис — ударные

Дополнительный персонал
- Энди Снип[англ.] — производство, дополнительные гитары, мастеринг, сведение, звукоинженер
- Марк Гиттинс — сведение Atmos

Дизайн
- Марк Вилкинсон[англ.] — обложка

## Позиции в чартах
| Чарты (2024)                                  | Наивысшая позиция |
| --------------------------------------------- | ----------------- |
| Австралия (ARIA)                              | 16                |
| Австрия (Ö3 Austria)                          | 1                 |
| Бельгия/Валлония (Ultratop)                   | 5                 |
| Бельгия/Фландрия (Ultratop)                   | 3                 |
| Великобритания (UK Albums Chart)              | 2                 |
| Великобритания (UK Rock & Metal Albums Chart) | 1                 |
| Венгрия (MAHASZ)                              | 8                 |
| Германия (Offizielle Top 100)                 | 1                 |
| Греция (IFPI)                                 | 2                 |
| Дания (Hitlisten)                             | 15                |
| Ирландия (Irish Albums Chart)                 | 18                |
| Испания (PROMUSICAE)                          | 3                 |
| Италия (FIMI)                                 | 8                 |
| Канада (Canadian Albums Chart)                | 16                |
| Нидерланды (Album Top 100)                    | 5                 |
| Новая Зеландия (RMNZ)                         | 25                |
| Норвегия (VG-lista)                           | 14                |
| Польша (ZPAV)                                 | 2                 |
| США (Billboard 200)                           | 18                |
| США (Billboard Top Hard Rock Albums)          | 1                 |
| США (Billboard Top Rock Albums)               | 4                 |
| Финляндия (Suomen virallinen lista)           | 1                 |
| Франция (SNEP)                                | 5                 |
| Чехия (ČNS IFPI)                              | 6                 |
| Швейцария (Schweizer Hitparade)               | 1                 |
| Швеция (Sverigetopplistan)                    | 1                 |
| Шотландия (Scottish Albums Chart)             | 1                 |
| Япония (Billboard Japan)                      | 6                 |
| Япония (Oricon Digital)                       | 6                 |
| Япония (Oricon)                               | 7                 |